# Hornnes
Hornnes er en tidligere kommune i Setesdal i Agder fylke i Norge. Hornnes blev en selvstændig kommune 1. januar 1886 da det tidligere Hornnes og Iveland formandskabsdistrikt blev delt i to enheder: Hornnes og Iveland kommuner.
1. januar 1960 blev Hornnes og Evje kommuner lagt sammen til en enhed med navnet Evje og Hornnes kommune.
1. januar 1986 blev gårdsnummer 125, Lislevand i Birkenes, tillagt Evje og Hornnes kommune.

## Seværdigheder
Byen ligger nord for søen Breidflå, hvor floden Dåselven løber ud i Otra, sydvest for Evje.
Hornnes station på den nu nedlagte Setesdalsbanen er tegnet af arkitekt Paul Due og blev opført i 1895. Stationbygningen, privatbygningen og resterne af stationshaven blev fredet i 2002.
Hornnes kirke er en tømmerbygget, 8-kantet kirke med plads til 300. Den er bygget i 1828. Hornnes er dokumenteret som kirkested tilbage til 1327. I tienderegnskaberne i Rom er kirken omskrevet som «Ornes i Odralen provincis».
I Hornnes ligger Setesdal Mineralpark som har en 1.100m² udstillingshal med mineraler og bjergarter: hallen er sprængt ind i fjeldet .
Bjergtoppen «Masi» er et udsigtspunkt over Hornnes, og et populært turmål for lokalbefolkningen.